# Qor Caka
Qor Caka (kinesiska: Que’er Chaka, 雀尔茶卡) är en saltsjö i Kina. Den ligger i den autonoma regionen Tibet, i den sydvästra delen av landet, omkring 420 kilometer norr om regionhuvudstaden Lhasa.
Genomsnittlig årsnederbörd är 301 millimeter. Den regnigaste månaden är juli, med i genomsnitt 89 mm nederbörd, och den torraste är december, med 1 mm nederbörd.